# Andrzej Bart
Pour les articles homonymes, voir Bart.
Andrzej Bart (né en 1951 à Wrocław, en Pologne), est un écrivain, réalisateur et scénariste polonais.

## Biographie
Andrzej Bart consacre sa jeunesse à l'écriture de Rien ne va plus, une saga historique sur la Pologne et les Polonais sous le régime communiste vus par les yeux d'un étranger. En raison de sa charge critique et de la censure des autorités polonaises, le roman ne peut être publié avant 1991 ; la traduction française paraît en 1993.
En 1999, sous le pseudonyme de Paul Scarron Junior (allusion à l'écrivain français du XVIe siècle Paul Scarron), il publie un roman policier métaphysique intitulé Le Cinquième Cavalier de l'Apocalypse (Piąty jeździec apokalipsy).
Dans La fabrique de papier tue-mouches, paru en 2008 en Pologne et le 5 septembre 2019 en français, dans une traduction d'Erik Veaux (éditions Noir sur Blanc), Andrzej Bart raconte l'histoire — « onirique et réaliste à la fois » — d'un homme mystérieux qui demande à un écrivain polonais contemporain (en 2007) d’assister à un étrange procès, celui de Chaïm Rumkowski, ancien responsable du ghetto de Łódź.
Dans Rewers, paru en 2009, il reprend un des personnages de Rien ne va plus pour raconter les luttes quotidiennes d'une jeune femme vivant dans la Pologne stalinienne. Le roman est adapté au cinéma par l'auteur dans un film réalisé en 2009 par Borys Lankosz sous le titre Tribulations d'une amoureuse sous Staline (Rewers). Le film est un gros succès public et critique. Il remporte plusieurs prix, dont l'Aigle du meilleur film à la 12e cérémonie des Polskie Nagrody Filmowe.
Les romans d'Andrzej Bart sont traduits en français, hongrois, russe, allemand, slovène et hébreu.
Il a également réalisé et signé le scénario de documentaires et d'un téléfilm.

## Œuvre

### Romans
- Rien ne va plus (1991) Publié en français sous le titre Rien ne va plus, traduit par Élisabeth Destrée-Van Wilder, Paris, Éditions Noir sur Blanc, 1993  (ISBN 2-88250-040-8)
- Pociąg do podróży (1999) Publié en français sous le titre Le Goût du voyage, traduit par Éric Morin-Aguilar, Paris, Éditions Noir sur Blanc, 1999  (ISBN 2-88250-074-2)
- Don Juan raz jeszcze (Editions Wydawnictwo Literackie, 2006) Publié en français sous le titre Don Juan, une fois encore, traduit par Robert Bourgeois, Paris, Éditions Noir sur Blanc, 2009  (ISBN 978-2-88250-221-6)
- Fabryka muchołapek (Éditions W.A.B., 2008) Publié en français sous le titre La Fabrique de papier tue-mouches, Paris, Éditions Noir sur Blanc, coll. « Bibliothèque de Dimitri », 2019  (ISBN 978-2-88250-579-8)
- Rewers (Éditions W.A.B., 2009)
- Bezdech (2013)

### Roman policier signé Paul Scarron Junior
- Piąty jeździec apokalipsy (1999) Publié en français sous le titre Le Cinquième Cavalier de l'Apocalypse, traduit par Grazyna Erhard, Paris, Éditions Noir sur Blanc, 1999  (ISBN 978-2-88250-083-0)

### Recueil de nouvelles
- Człowiek, na którego nie szczekały psy (Éditions Wydawnictwo Łódzkie, 1983)

## Filmographie
- 1997 : Marian Brandys, documentaire, 1997, 19 min.
- 1998 : Eva R., documentaire sur la fille du pianiste Arthur Rubinstein, 19 min.
- 1998 : Cafe Mocca, documentaire, 1998, 19 min.
- 1998 : Pałac, documentaire, 19 min.
- 1998 : Andrzej Czeczot, documentaire, 20 min.
- 2000 : Hiob, documentaire, 20 min.
- 2000 : Andrzej Braun, documentaire, 19 min.
- 2001 : Powinność, documentaire, 26 min.
- 2001 : Maestro, documentaire, 26 min.
- 2009 : Radegast, documentaire, 50 min.
- 2009 : Tribulations d'une amoureuse sous Staline (Rewers), film polonais réalisé par Borys Lankosz, scénario d'Andrzej Bart, avec Agata Buzek et Krystyna Janda
- 2011 : Boulevard Voltaire, téléfilm polonais écrit et réalisé par Andrzej Bart, 72 min.
- 2013 : Bezdech, film polonais écrit et réalisé par Andrzej Bart

## Récompenses et distinctions
- Prix littéraire de la fondation Kościelski 1991 pour Rien ne va plus
- Finaliste 2009 pour le Prix Nike